# Зрізаний додекаедр
Зрі́заний додека́едр — напівправильний багатогранник, належить до архімедових тіл, що складається із 12 правильних десятикутників і 20 правильних трикутників, 60 вершин і 90 ребер. Двоїстий до зрізаного додекаедра многогранник — триакісікосаедр.
Отримати даний багатогранник можна внаслідок зрізання всіх вершин правильного додекаедра на третину від первісної довжини ребра, внаслідок чого п'ятикутні площини стають десятикутними, а їхні вершини перетворюються на трикутники.
Використовується в ізохорно гіперболічному заповненні простору теселяцією, об'ємами зрізаного додекаедра з дисфеноїдно вершинною фігуристикою.
Ортогональні проєкції
|  |  |  |  |  |

## Формули
Знаючи довжину ребра зрізаного додекаедра — a - отримуємо:
| Математичний опис | Математичний опис                                                                                | Математичний опис |
| ----------------- | ------------------------------------------------------------------------------------------------ | ----------------- |
| Об'єм             | {\displaystyle V={\frac {5}{12}}\left(99+47{\sqrt {5}}\right)a^{3}\approx 85.0396646a^{3}}       |                   |
| Площа поверхні    | {\displaystyle S=5\left({\sqrt {3}}+6{\sqrt {5+2{\sqrt {5}}}}\right)a^{2}\approx 100.99076a^{2}} |                   |

## Прямокутна система координат
Наступні декартові координати визначають вершини зрізаного додекаедра з довжиною ребра 2(τ-1), і з центром в початку координат — 

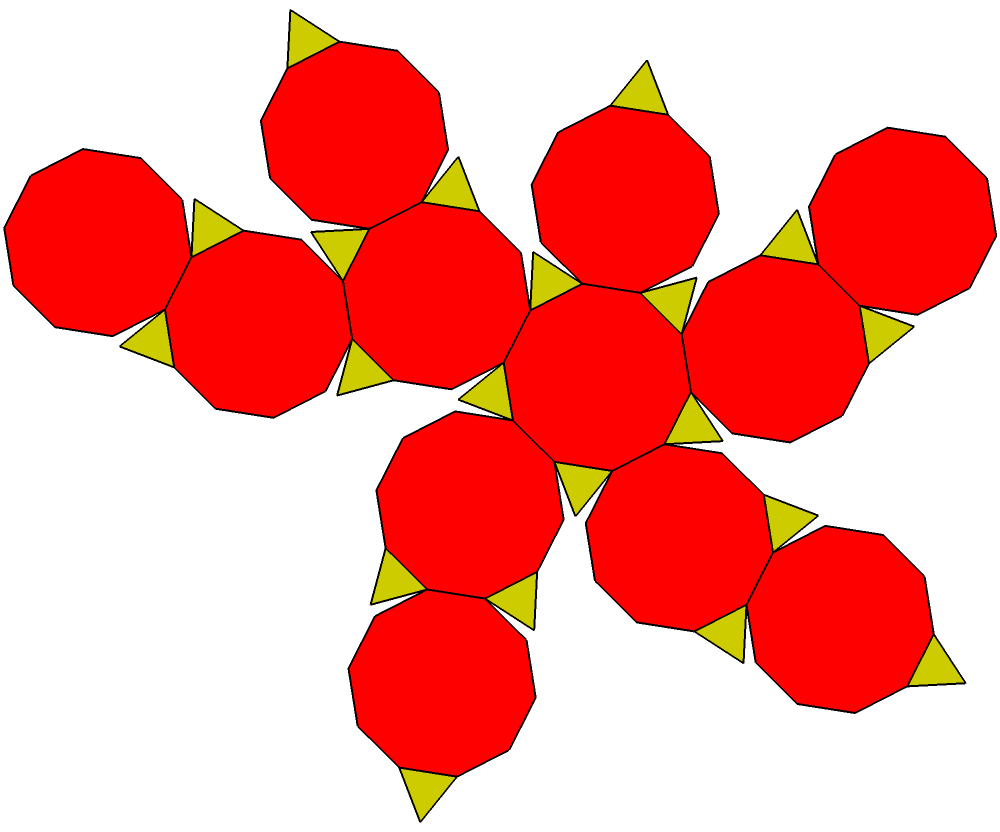
Розгортка зрізаного додекаедра

: (0, ±1/τ, ±(2+τ)): (±(2+τ), 0, ±1/τ): (±1/τ, ±(2+τ), 0): (±1/τ, ±τ, ±2τ): (±2τ, ±1/τ, ±τ): (±τ, ±2τ, ±1/τ): (±τ, ±2, ±τ2): (±τ2, ±τ, ±2): (±2, ±τ2, ±τ)
де τ = (1 + √5) / 2 є золотим січенням (також пишеться φ).

## Сферична плитка
Зрізаний додекаедр можна подати у вигляді сферичної плитки, і спроєктувати на площину у вигляді стереографічної проєкції. Ця проєкція буде конформною, зберігаючи кути, але не площини чи ребра багатогранника. Прямі лінії на сфері проєктуватимуться як дуги на площині.
|                 | центровано десятикутником        | центровано трикутником           |                                  |
| Сферична плитка | Стереографічна проєкція (лицева) | Стереографічна проєкція (лицева) | Стереографічна проєкція (лицева) |

## Пов'язані багатогранники
| Симетрія: [5,3], (*532)               | Симетрія: [5,3], (*532) | Симетрія: [5,3], (*532) | Симетрія: [5,3], (*532) | Симетрія: [5,3], (*532) | Симетрія: [5,3], (*532) | Симетрія: [5,3], (*532) | [5,3]+, (532) |
| ------------------------------------- | ----------------------- | ----------------------- | ----------------------- | ----------------------- | ----------------------- | ----------------------- | ------------- |
|                                       |                         |                         |                         |                         |                         |                         |               |
|                                       |                         |                         |                         |                         |                         |                         |               |
| {5,3}                                 | t{5,3}                  | r{5,3}                  | t{3,5}                  | {3,5}                   | rr{5,3}                 | tr{5,3}                 | sr{5,3}       |
| Двоїсті до однорідних багатогранників |                         |                         |                         |                         |                         |                         |               |
|                                       |                         |                         |                         |                         |                         |                         |               |
| V5.5.5                                | V3.10.10                | V3.5.3.5                | V5.6.6                  | V3.3.3.3.3              | V3.4.5.4                | V4.6.10                 | V3.3.3.3.5    |